# Expoente de Lyapunov
O expoente de Lyapunov de um sistema dinâmico, epônimo de Aleksandr Lyapunov, descreve a velocidade de fase com a qual dois pontos próximos no espaço fásico aproximam-se ou afastam-se. Para uma dimensão do espaço de fase existe um expoente de Lyapunov que forma o espectro de Lyapunov. Frequentemente interessa observar apenas o maior expoente de Lyapunov, pois este determina o comportamento geral do sistema.
No espaço unidimensional o expoente de Lyapunov {\displaystyle \lambda } é uma transformação iterada {\displaystyle x_{n+1}=f(x_{n})} como definida a seguir:
{\displaystyle \lambda (x_{0})=\lim _{N\rightarrow \infty }{\frac {1}{N}}\ln \left|{\frac {df^{N}(x_{0})}{dx}}\right|} .

## Propriedades
- Se o maior expoente de Lyapunov é positivo, o sistema é via de regra divergente
- Se o maior expoente de Lyapunov é negativo, isto corresponde a uma contração do espaço de fase, isto é, o sistema é dissipativo e age estacionário ou periodicamente estável
- Se a soma dos expoentes de Lyapunov é nula, trata-se de um sistema conservativo.